# Iglesia de Balbanera

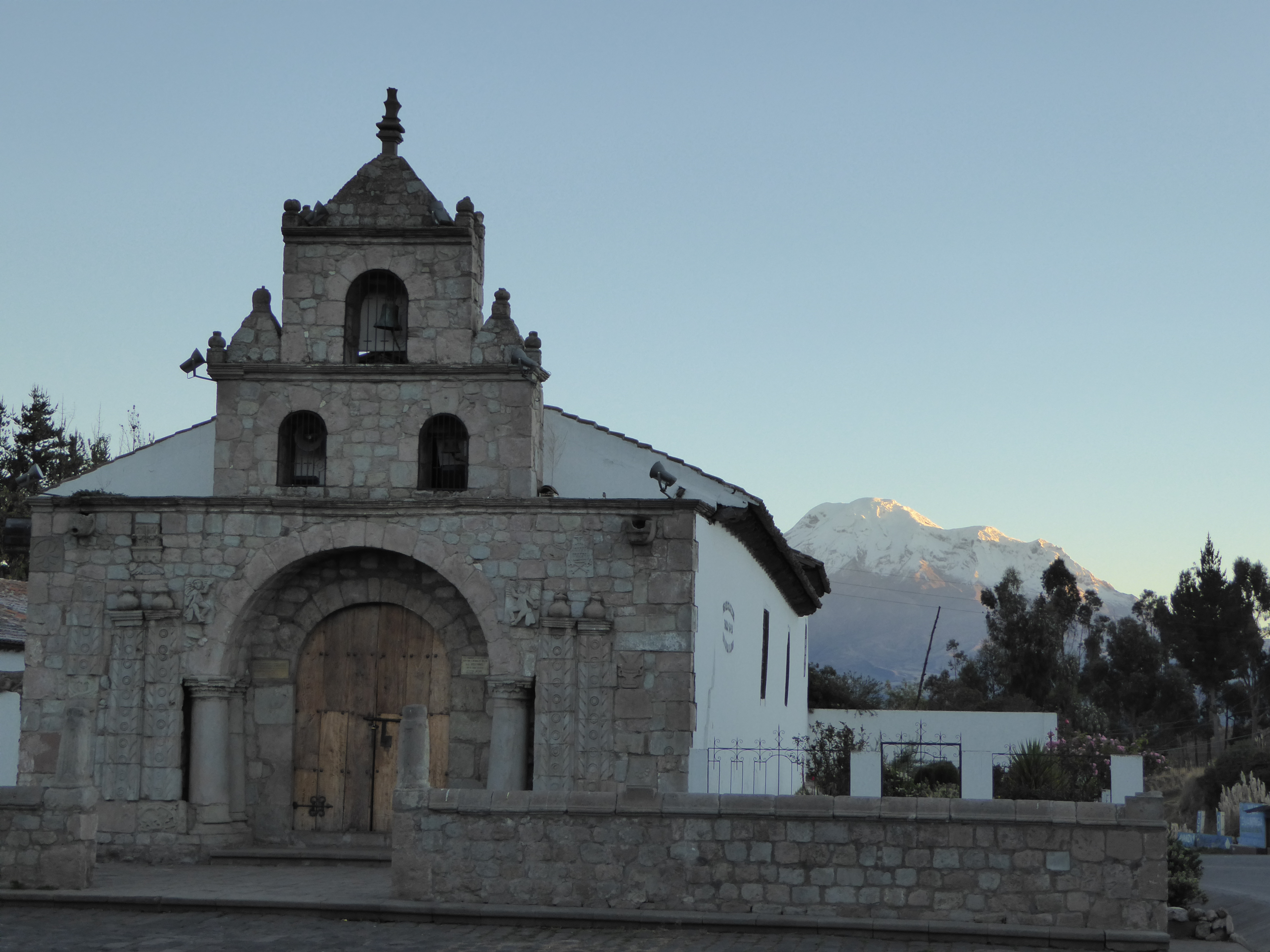
Iglesia de Balbanera mit Chimborazo im Hintergrund

Die Iglesia de Balbanera ist eine Kirche in Colta, Provinz Chimborazo, Ecuador. Sie wurde am 15. August 1534 eingeweiht und der Jungfrau María Natividad de Balbanera gewidmet. Die Iglesia de Balbanera ist damit die älteste Kirche des Landes.